# Človek
Človek, tudi človeško bitje (znanstveno ime Homo sapiens sapiens) je dvonožni prvak, podvrsta vrste Homo sapiens (slovensko umni človek), ki spada med velike opice iz rodu Homo. Človek je najpogostejša in najbolj razširjena vrsta primatov, za katere je značilna dvonožnost in veliki kompleksni možgani. To jim je omogočilo razvoj naprednih orodij, kulture in jezika. Ljudje so zelo socialni in ponavadi živijo v zapletenih družbenih strukturah, ki jih sestavlja veliko sodelujočih in tekmovalnih skupin, od družin in sorodstvenih mrež do političnih sestav. Družbene interakcije med ljudmi so vzpostavile široko paleto vrednot, družbenih norm in ritualov, ki krepijo človeško družbo. Radovednost in človeška želja po razumevanju in vplivanju na okolje ter po razlagi in manipuliranju pojavov sta spodbudila človeški razvoj znanosti, filozofije, umetnosti, mitologije, religije in drugih področij.
Nastanek in razvoj človeka še vedno ni popolnoma raziskan. V najstarejša obdobja človeške zgodovine imajo znanstveniki vpogled samo na podlagi naključno najdenih kosti ali zob, drobcev kamnitih orodij in nekaj genetskih sledi, odkritih v DNK. Homo sapiens se je razvil pred okoli 200.000 leti v Afriki. V primerjavi z drugimi živalmi ima visoko razvite možgane, sposobne abstraktnega mišljenja in samoopazovanja. Prehod v pokončno držo, ki je sprostil zgornje okončine za manipuliranje s predmeti, mu je v povezavi z umskimi sposobnostmi omogočil najnaprednejšo uporabo orodja med vsemi živimi bitji, s tem pa tudi bistveno izboljšal možnost za preživetje. Danes šteje človeška populacija nekaj več kot 8 milijard posameznikov, ki poseljujejo vse celine na Zemlji in nizko zemeljsko orbito.

## Nastanek človeka
Glavni članek: Nastanek in razvoj človeka
Najbolj sprejeta razlaga nastanka in razvoja človeka je teorija evolucije.
Charles Darwin je postavil hipotezo, da so se vse današnje vrste razvile iz  drugih, ki so živele v preteklosti. Čeprav se v svoji knjigi O izvoru vrst sicer ni dotaknil človeka, pa je kljub temu omenil, da je treba v skladu z evolucijsko teorijo »osvetliti tudi izvor človeka in njegovo zgodovino«. Te misli je pozneje uredil in podrobneje obdelal v svoji knjigi Izvor človeka, ki je izšla leta 1871. Knjiga je dodobra razburila tedanjo družbo, številni ugledni veljaki pa so celo menili, da je misel o izvoru človeka iz drugih živalskih vrst žaljiva in bogokletna. Kljub burnim začetkom pa se je Darwinova teorija o izvoru vrst in človeka ohranila in okrepila, tako da danes o tem dvomi malokdo.
Če se je sodobni človek razvil iz drugih vrst se pojavijo vprašanja, kakšne so bile te vrste, kdaj se je to zgodilo ter kako? Darwin je menil, da morajo o razvojni preteklosti človeka obstajati dokazi. Zdelo se mu je, da bi bilo te dokaze še najbolje iskati med fosili.
Naše fosilne najdbe kažejo, da so zgodnji človečnjaki, npr. avstralopiteki, živeli na področju Afrike pred okoli 200.000 leti. Preživljali so se tako, da so nabirali semena in plodove ter s kamni razbijali preostanke kosti živali, ki so jih pustili večji mesojedci.

## Človeško telo

### Zgradba
Glavni članek: Anatomija človeka
V grobem delimo človeško telo na glavo in trup, iz katerega izraščata dva para okončin - roki in nogi. Glava nosi centralni živčni sistem z večino čutil ter začetni del prebavnega trakta. V trupu so dihala, prebavila, izločala, obtočila in spolni organi. Strukturno oporo telesu daje skelet, na katerega so pripete mišice, ki omogočajo premikanje.

### Pogoji delovanja
Človek sodi med toplokrvne organizme, kar pomeni, da s porabo metabolne energije vzdržuje stalno telesno temperaturo. To mu omogoča optimalno delovanje v razmeroma širokem razponu temperature okolja.

### Spola
Ljudje smo najbolj enakomerno razdeljeni po spolu. Približno 51 odstotkov je moških, 49 odstotkov pa žensk. To skladnost pojasnjuje dejstvo, da je za nastanek človeškega življenja potrebna spolna združitev moškega in ženske.
Evolucija je ustvarila razlike med dvema tipoma teles, zaradi katerih se moški razlikujejo od žensk, ter v procesu življenja opravljajo različne naloge.
Razlika v biološki osnovi človeka, genskem zapisu, je v enem izmed 23 kromosomskih parov: Če bo ta par X-X bo zarodek ženski, če pa bo par X-Y, se bo razvil moški. Ženska vedno prispeva X, moški pa lahko X ali Y. Spol je določen s semensko tekočino, saj le-ta nosi odločilni drugi kromosom.
Nekatere fiziološke razlike, ki se pojavijo (najverjetneje zaradi tega kromosoma) med odraslim moškim in žensko so:
- Povečane prsi pri ženskah (zaradi potrebe po hranjenju dojenčka z materinim mlekom)
- Različni razmnoževalni organi (moška penis in moda ter ženski nožnica in maternica)
- Različna poraščenost telesa z dlakami (najbolj vidna zaradi neporaščenih prsi žensk)
- Širši boki pri ženskah (zaradi lažjega rojevanja)
- Mesečni ciklus izločanja jajčeca pri ženskah (menstruacija)

Med moškim in žensko je še veliko drugih razlik. Dober pokazatelj neenakopravnosti med spoloma so naslednja dejstva:
- Žensk v parlamentih je bilo leta 1996 11,7 odstotka.
- Prva država, ki je ženskam (leta 1893) podelila volilno pravico je bila Nova Zelandija.
- Na vodilne državne položaje je bilo v dvajsetem stoletju izvoljenih okoli 30 žensk.
- Dve tretjini nepismenega prebivalstva sestavljajo ženske.
- Dve tretjini otrok, ki niso vključeni v izobraževalne procese so deklice.
- Na leto zaradi splava v nevarnih pogojih umre okoli 70.000 žensk.
- Na dan umre okoli 1.600 žensk zaradi razlogov zapletene nosečnosti in rojevanja.
- več kot 20 % poročenih žensk je žrtev nasilja v domačem krogu.

### Razvoj
Razvoj človeka se prične s spočetjem - spolnim odnosom med staršema, nosilcema dednih lastnosti, ki jih bo podedoval plod. Po osemenitvi jajčeca v materinem telesu se prek procesa delitve celic po pravilih v genih razvije novo živo bitje, ki ga mati okoli 9 mesecev nosi v maternici (nosečnost), sledi porod, nato se prekine fizična povezava (popkovina) med materjo in otrokom. Po rojstvu človek še naprej raste, celice pa se mu, v pravih pogojih, obnavljajo vse do smrti. Kdaj se zarodek že sme imenovati človek je predmet mnogih debat.

### Rase
Ljudje se pogosto kategoriziramo po rasi ali etnični pripadnosti, čeprav je biološka relevantnost te razdelitve vprašljiva. Delitev temelji na prednikih in vidnih znakih, posebej barvi kože in obraznih potezah, pa tudi na manj očitnih značilnostih, kot je tveganje za določene dedne bolezni, npr. anemijo srpastih celic.

## Človekov razum
Človeški razum je pretežno neraziskan. Čeprav dobro poznamo sestavo človeških možganov, živčnega sistema in sestavo telesa nasploh, nam je prisotnost človekovega razuma še vedno uganka. Dejstvo je, da imajo živali in rastline možnost odzivanja na dogodke tako, da imajo največjo korist, in nedvomno tako deluje tudi človeški razum, a vseeno je naše obnašanje zelo drugačno, najverjetneje zaradi zelo velikega spomina. Razum (racio) je po definiciji obnašanje, ki prinese največjo korist, a človek kljub temu, da ima največje razumske sposobnosti pod določenimi pogoji deluje povsem neracionalno.

### Zavest
Gre za zaznavanje dogodkov ter njihovo vrednotenje. Zavest je poznana pod pojmom objektivni um, pamet ali kar možgani. Gre namreč za tisti del uma, ki na osnovi čutil (torej sluha, vonja, tipa, okusa in vida) zaznava oz. sprejema signale in na temelju le-teh z dolečenimi procesi sprejema odločitve.
Na zavest lahko vplivamo oz. jo imamo ves čas pod nadzorom, prav tako pa lahko tudi spreminjamo odločitve, ki jih sprejema.

#### Samozavest
Je poznavanje svojih lastnosti, lastnosti zunanjega sveta, ter poznavanje možnosti medsebojnega delovanja.
Omenjeno poznavanje je zgolj korak bliže samozavesti, kateremu sledi »spoznavanje«, ko se učimo to »orodje«, te lastnosti uporabljati in jih vključevati v zunanji svet, torej raziskovati medsebojno delovanje ... zavedati se svojih lastnosti ali sposobnosti pomeni, da vsaj približno poznamo efekt akcije in reakcije, v idealnih okoliščinah, seveda ... in iz istega gledišča je zavedanje temelj samozavesti.

#### Motivacija
Je razlog za izvedbo akcije.
Motivacija je lahko zunanja (npr. s strani učitelja, naj se učenec bolj potrudi, saj bo tako dosegel boljši uspeh v življenju) ali notranja (primer razmišljanja: »Če grem nekaj pojest, bom kasneje bolje pisal.«). Tudi placebo deluje s pomočjo motivacije (primer razmišljanja: »Če bom pojedel tableto, bom ozdravel.«).

### Podzavest
Podzavest je nekakšen potrjevalec tistega, v kar verjamemo oz. tistega, kar ji zavest ponudi kot resnico. Podzavest se nikoli ne upira tistemu, kar ji naroči zavest, saj vsako misel spremljajo reakcije v podzavesti. Kako razmišljamo, kaj govorimo in kako delujemo, se lahko zaradi delovanja podzavesti nekoč izrazi kot dogodek, izkušnja, lastnost.

#### Navade
Navade so lastnosti človeškega obnašanja, ki jih človek lahko nadzoruje, npr. kajenje, umivanje rok ali ritem spanja.

#### Refleksi
Refleksi so lastnosti človekovega obnašanja, ki jih človek ne more nadzorovati, oziroma je nadzor zapleten. Kažejo se kot reakcije na zunanje  ali psihološke vplive, na primer umik po dotiku ali bolečini, panika/boj po strahu.

### Nagoni
So lastnosti obnašanja zaradi delovanja človeških organov ali razumskih predpostavk.

## Medčloveški odnosi
Človek je izrazito socialno bitje z močno izraženo težnjo po oblikovanju skupnosti, kar mu je v prazgodovini omogočilo preživetje v sovražnem okolju.
- prijateljstvo
- ljubezen
- družina
- suženjstvo
- družba
  - komuna
  - naselje
    - vas
    - mesto

  - država

#### Verske skupnosti
Ena izmed oblik človekovega medsebojnega delovanja so tudi verske skupnosti. V njih se pripadniki neke vere družijo na osnovi dogm, verovanj ali drugih nesplošno priznanih pogledov na življenje, Vesolje in sploh vse.
V nekaterih državah imajo verske skupnosti poseben, privilegiran položaj, kar nakazuje pomen oziroma vpliv vere:
- ni jim potrebno plačevati davkov,
- gradijo lahko objekte, ki ne sledijo državnim urbanističnim predstavam o okolju,
- dopuščeno jim je kratenje osebnih pravic (s privolitvijo vernika),
- dovoljeno je mučenje živali v ritualne (tradicionalne) namene ...

#### Spletne skupnosti
Z uveljavitvijo povezovanja računalnikov v omrežja so se oblikovala elektronska stičišča ljudi z določenimi nazori.
Prek prvih elektronskih oglasnih desk, so svoja mnenja in ideje sprva izmenjavali računalniški strokovnjaki, po medmrežnem povezovanju v Internet, pa so se število, raznovrstnost in dosegljivost teh komunikacijskih servisov izredno povečali. Poleg javnih klepetalnic (npr. IRC) obstaja tudi sistem tematsko razvrščenih novičarskih skupin Newsgroups, ter veliko število spletnih mest (WWW), kjer ljudje predstavljajo svoje nazore in se o njih pogovarjajo (npr. Wikipedija).

## Dosežki človeštva
Človek je v svojem razvoju naredil več skokov, ki so mu izredno povečali sposobnost preživetja in ga ločili od živali (čeprav je anatomsko še vedno žival).
Za te dosežke je človek uporabil razum - Izkušnje iz preteklosti, posploševanje in poskušanje so mu pokazali pot do bolj lagodnega življenja zanj, za človeštvo (ne vedno) in za Zemljo (le redko).
- obleka
- netenje ognja
- pasti in orožje za lov na druge živali
- priprava hrane
- gradnja bivališč
- lončarstvo in konzerviranje
- pisava
- zdravstvo
- tehnologija
- znanost
- umetnost
- filozofija
- družbeni sistemi
- ekonomija